# 二溴二氧化钨
二溴二氧化钨是一种无机化合物，化学式为WO2Br2。它可由三氧化钨和四溴化碳的反应制得，如果四溴化碳的比例较多，还会有四溴氧化钨（WOBr4）和六溴化钨生成。其热稳定性介于WO2Cl2和WO2I2之间，挥发性则远小于WOBr4。它和W6Br12、NaBr以及Br2在高温下反应，可以得到棕黑色的混合价态钨化合物Na[W2O2Br6]。

## 拓展阅读
- Brian G. Ward, Fred E. Stafford. . Inorganic Chemistry. 1968-12, 7 (12): 2569–2573  [2020-11-27]. ISSN 0020-1669. doi:10.1021/ic50070a020 （英语）.
- D.A Edwards, R.T Ward. . Inorganic and Nuclear Chemistry Letters. 1973-02, 9 (2): 145–150  [2020-11-27]. doi:10.1016/0020-1650(73)80044-3 （英语）.